# Regina Veiga
Regina Veiga (Rio de Janeiro, 1890 -- Rio de Janeiro, 1968) foi uma pintora, desenhista e professora brasileira.

## Biografia
Iniciou seus estudos com o professor Rodolfo Amoedo. Em seguida viajou para a Europa onde viveu e estudou por vários anos entre Paris, onde foi aluna da Academia Julian, e Munique onde teve por mestre o pintor Heilmann.

### Exposições e prêmios

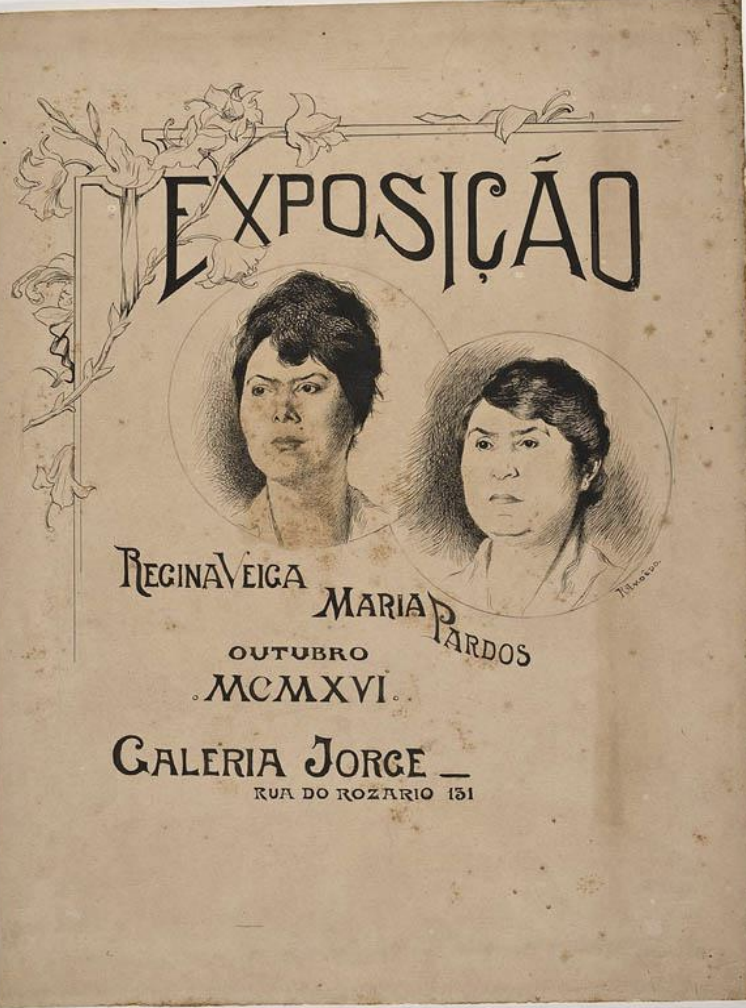
Croqui da capa da Exposição Regina Veiga e Maria Pardos, feita por Rodolfo Amoedo, em 1916

Retornou à sua cidade natal em 1916 e logo organizou uma exposição na Galeria Jorge. Essa exposição, segundo o crítico Carlos Rubens, atraiu todo o Rio e espantou o burguês pudibundo com sua arte audaciosa de realismo e de tocante emotividade. Vendo os seus nús de impressionante beleza plástica e quadros como "Imigrantes", não se podia perder a convicção de estar-se vendo uma artista completa, cujas qualidades confirmaria noutros trabalhos... 
Na sua estreia no Salão Nacional de 1907, quando mereceu uma menção honrosa, já havia despertado a atenção de Gonzaga Duque que fez sobre ela e seus trabalhos elogiosa apreciação. Frequentadora assídua do Salão, obteve a medalha de bronze em 1913, a pequena medalha de prata em 1917 e a grande medalha de prata na edição de 1918.
Em 1940 participou do II Salão Feminino de Belas Artes, no Rio de Janeiro, e do II Salão do Instituto de Belas Artes do Rio Grande do Sul, com premiações.
Em julho de 1945, organizada pela diretoria do Museu Nacional de Belas Artes, realizou-se no Rio de Janeiro uma exposição de quadros tendo como tema a cidade de Paris. Convidados exclusivamente artistas brasileiros que haviam estudado na bela capital francesa, compareceu também Regina Veiga ao lado de conhecidos e competentes pintores todos com obras de alta qualidade.
O pintor Osvaldo Teixeira que era, em 1950, diretor do Museu Nacional de Belas Artes, com o apoio do Ministro da Educação, resolveu organizar uma grande mostra da pintura brasileira a partir do momento em que ela começava a se consolidar, tomando por marco dessa consolidação, o ano de 1850. Assim, com a colaboração dos conservadores do Museu, montou-se uma exposição que tomou o título de Um século da pintura brasileira. Foram elencadas as melhores obras do acervo da instituição, evidentemente de autoria, todas elas, dos nomes mais expressivos da arte de pintar. Ali estavam representados trabalhos de, entre outros, Vitor Meireles, Pedro Américo, Almeida Júnior, Amoêdo, Antônio Parreiras, Visconti até José Pancetti, Cândido Portinari, Expedito Camargo Freire e Malagoli que eram, para o ano da exposição, relativamente moços. Como reconhecidamente fazia parte dessa plêiade, não podia ficar fora a competente pintora Regina Veiga representando o sexo feminino ao lado de Georgina de Albuquerque e de Haidéa Santiago. De Regina foi apresentado um Auto-retrato a óleo, na medida de 60 x 50 cm, datado de 1941.
Regina Veiga tem obras no acervo do Museu Nacional de Belas Artes e na Pinacoteca do Estado de São Paulo.